# Marcin (arcybiskup gnieźnieński)
Marcin (Martinus) – arcybiskup gnieźnieński na początku XII wieku.
Po raz pierwszy jest wspomniany przez Galla Anonima jako mediator w konflikcie między księciem Władysławem I Hermanem a jego synami Zbigniewem I i Bolesławem III Krzywoustym (1099/1100). W 1102 roku przewodniczył uroczystościom pogrzebowym Władysława w Płocku. Położył kres wojnie domowej i doprowadził do pojednania Bolesława ze Zbigniewem. Przyjmował legata papieskiego Gwalona, biskupa Beauvais, który ok. 1103 roku przewodniczył synodowi, na którym złożono z urzędu dwóch biskupów z powodu "nieprzestrzegania kanonów". Gall Anonim ok. 1112 roku zadedykował arcybiskupowi Marcinowi swą kronikę.
Data jego śmierci nie jest znana. Późniejsze źródła (m.in. Długosz) podają najczęściej rok 1118. Jego następca Jakub ze Żnina w 1124 roku był jeszcze prepozytem gnieźnieńskim, a jako arcybiskup jest udokumentowany dopiero w 1136 roku, stąd też niektórzy autorzy datują zgon Marcina dopiero na okres po 1124 (K. Śmigiel) lub też przyjmują pomiędzy nim a Jakubem pontyfikat jeszcze jednego, nieznanego z imienia metropolity (G. Labuda).